# Parevania emarginata
Parevania emarginata är en stekelart som först beskrevs av Jean-Jacques Kieffer 1911.  Parevania emarginata ingår i släktet Parevania och familjen hungersteklar. Inga underarter finns listade i Catalogue of Life.